# ایستگاه دوپونت
ایستگاه دوپونت (انگلیسی: Dupont station) یک ایستگاه متروی زیرزمینی در خط یک یانگ–یونیورسیتی متروی تورنتو است.